# Hyundai N Vision 74

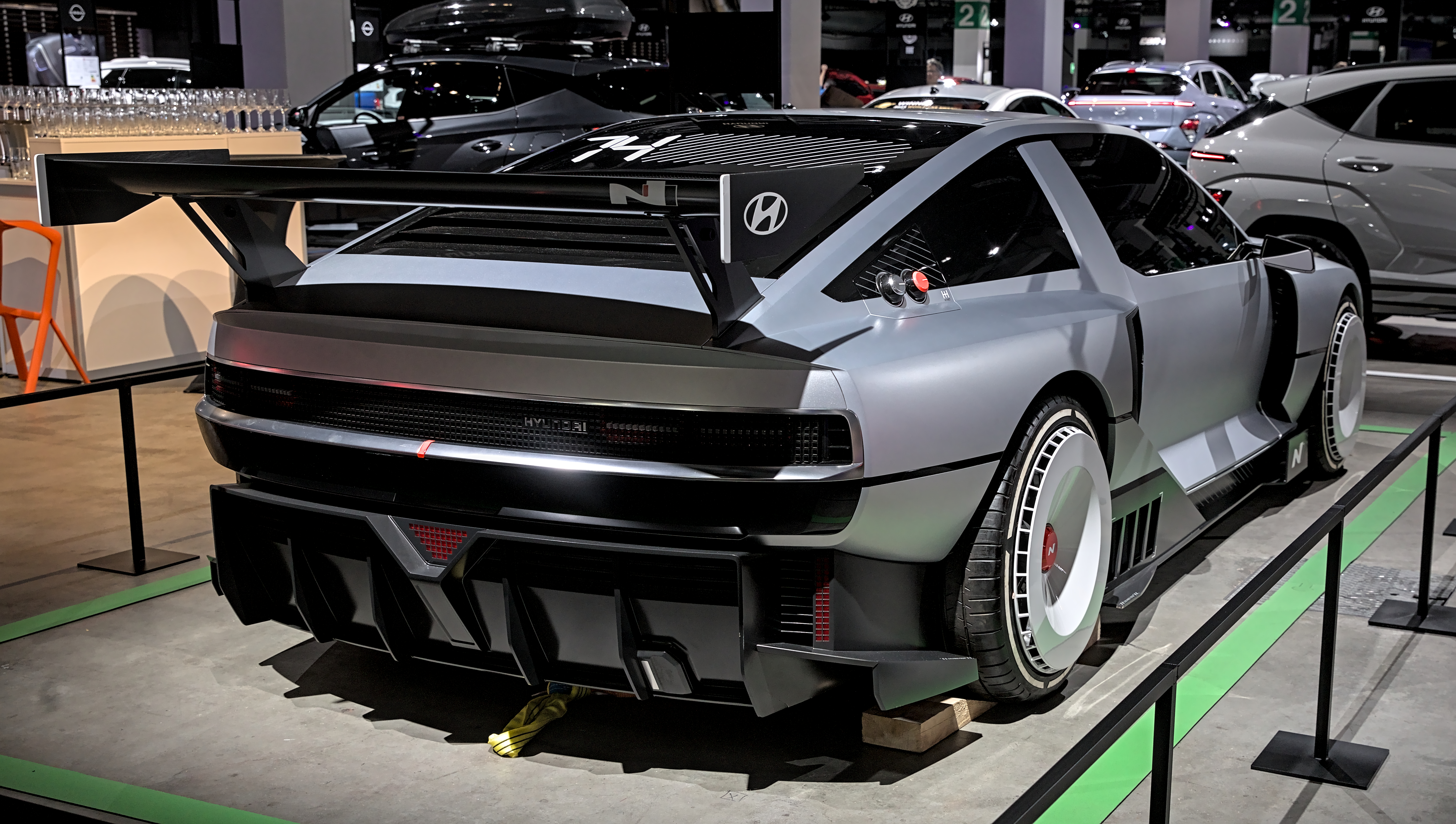
Heckansicht

Der Hyundai N Vision 74 ist ein von Hyundai entwickeltes Konzeptfahrzeug. Es basiert auf dem 1974 auf der Torino Grand Motor Show vorgestellten Pony Coupé. Das sportliche Auto wurde auf dem N Day 2022 vorgestellt, einer Veranstaltung der Hyundai N Performance Division Mitte Juli 2022 in Busan, Südkorea, zusammen mit dem Hyundai RN22e Concept, das auf dem Elektrofahrzeug Hyundai Ioniq 6 basiert. Der N Vision 74 ist ein heckgetriebenes Coupé, das von zwei elektrischen Fahrmotoren an der Hinterachse angetrieben wird. Die Energieversorgung erfolgt über einen Akku und eine Wasserstoff-Brennstoffzelle.

## Geschichte
Das Design des N Vision 74 ist vom Hyundai Pony Coupe Concept (1974) inspiriert, während die zugrundeliegenden Technologien vom N 2025 Vision Gran Turismo (2015) inspiriert wurden. Der Antriebsstrang wurde gemeinsam mit Rimac Automobili entwickelt und erstmals 2021 in der vom Kia Stinger abgeleiteten Vision FK-Studie gezeigt. Albert Biermann bestätigte, dass „der straßentaugliche N Vision 74-Prototyp von einem [Kia] Stinger abgeleitet wurde [...] Die ganze Idee begann mit einer anderen Marke. Es war überhaupt kein [Hyundai] N-Ding, es war für die [Genesis] Luxusmarke. Aber dann haben wir gesagt, dass das eine Menge kompliziertes Zeug ist, also müssen wir einen Mecha-Proto bauen - so nennen wir einen Prototyp, der auf einem bestehenden Auto aufgebaut ist - und dann die neuen Systeme anwenden. Uns wurde klar, dass der Stinger von der Größe her am nächsten dran war.“
Obwohl das 1974 von Giorgetto Giugiaro entworfene Pony Coupe Concept als statisches Modell auf dem Turiner Autosalon ausgestellt wurde, wurden Skizzen und Entwürfe für eine Serienversion angefertigt, die jedoch nie realisiert wurde, da es weder einen geeigneten Motor noch einen wirtschaftlichen Grund für die Markteinführung gab. Neben dem Serien-Pony waren Italdesign und Giugiaro etwa zur gleichen Zeit für die Gestaltung ähnlicher keilförmiger Sportwagen verantwortlich, darunter der BMW M1 und der Lotus Esprit. Einige der ersten Skizzen des N Vision 74 von Hyundai-Designchef SangYup Lee wurden auf das Jahr 2016 datiert.
Der N Day 2022 sollte den Fokus von Hyundai N auf Leistung demonstrieren, auch wenn Hyundai mehr Elektrofahrzeuge in seine Produktpalette aufnimmt. Im Gegensatz zu den typischen Konzeptfahrzeugen, die statische Designübungen sind, ist der N Vision 74 das, was Hyundai ein straßentaugliches „Rolling Lab“ nennt. Im September 2022 fand eine weitere N Day-Veranstaltung für die Automobilpresse statt, die die Gelegenheit hatte, den Prototyp auf der Bilster Bergstrecke in Deutschland zu fahren.
Im August 2024 wurde bekannt, dass eine Serienversion auf Basis des N Vision 74 entstehen soll.

## Design und Spezifikationen
Das Außendesign wird SangYup Lee zugeschrieben, welcher sagte: „Ich skizzierte [Ideen für den N Vision 74] sogar im Flugzeug nach Korea, auf dem Weg zu meinem Einstieg bei Hyundai. Ich wollte ein Auto entwerfen, das die Wurzeln von Hyundai feiert“.
Der N Vision 74 ist mit zwei elektrischen Fahrmotoren (beide an der Hinterachse) mit einer kombinierten Leistung von 680 PS (500 kW) und einem Drehmoment von 900 Nm ausgestattet, die von einem 62,4-kWh-Batteriepaket und Wasserstofftanks mit einem Fassungsvermögen von 4,2 kg versorgt werden. Die Spitzenleistung der Brennstoffzelle beträgt 85 kW (114 PS). Der Antrieb jedes Hinterrads mit einem eigenen Fahrmotor ermöglicht eine Drehmomentverteilung (Torque Vectoring). Hyundai-Ingenieure erwägen den Einbau eines dritten elektrischen Fahrmotors an der Vorderachse.
Um Lees Entwürfe in einen straßentauglichen Prototyp zu verwandeln, verwendete Hyundai Komponenten aus bestehenden Fahrzeugen; so wurden beispielsweise die Brennstoffzelle und das Wasserstoffspeichersystem vom Hyundai Nexo übernommen, das elektrische System und die Fahrmotoren ähneln E-GMP-Fahrzeugen wie dem Ioniq 5 und 6, und Teile der Karosseriestruktur wurden vom Genesis G70 abgeleitet. Wie von Motor Trend bei einer Presseveranstaltung im September 2022 berichtet, wurde das Fahrzeug mit Pirelli P Zero-Reifen der Dimension 270/35R20 vorne und 315/30R21 hinten ausgestattet.
Hyundai behauptet, das Auto könne in vier Sekunden auf 97 km/h beschleunigen und habe eine Reichweite (einschließlich der Nutzung der Brennstoffzelle als reichweitenverlängerndes Zusatzaggregat) von mehr als 599 km im WLTP-Zyklus. Die Höchstgeschwindigkeit beträgt mehr als 250 km/h.

## Rezeption
Das Design des N Vision 74 wurde als eine Mischung aus Inspirationen des Lancia 037 und des DMC DeLorean und der „Parametric Pixel“-Designsprache der Ioniq-Familie gelobt. Weitere Kommentatoren haben das Konzeptfahrzeug mit Sportcoupés aus den 1970er und 1980er Jahren verglichen, darunter der Audi Quattro, der BMW M1, der Mitsubishi Starion, der Nissan Silvia, der Toyota AE86, der Toyota Supra und der Volkswagen Scirocco, allesamt Mitglieder dessen, was Jonny Lieberman als „den Zeitgeist des heutigen Autoliebhabers“ bezeichnete.
Da die Komponenten des Fahrzeugs größtenteils von Serienfahrzeugen abgeleitet sind, könnten die Kosten für die Entwicklung eines Serien-N Vision 74 gesenkt werden; Hyundai-Quellen weisen darauf hin, dass der N Vision 74 den gleichen Radstand wie das Genesis X Speedium Coupe-Konzept hat, und erklärten, dass sie ein drittes Konzept-Coupé entwickeln.